# Łabowa
Łabowa (j. łemkowski Лабова) – wieś w Polsce, położona w województwie małopolskim, w powiecie nowosądeckim, w gminie Łabowa.
W latach 1954–1972 wieś należała i była siedzibą władz gromady Łabowa. W latach 1975–1998 wieś administracyjnie należała do województwa nowosądeckiego. Jest siedzibą gminy Łabowa. Wieś leży przy DK75 na odcinku Nowy Sącz - Muszynka.
W roku 2021 Łabowa liczyła 1677 mieszkańców, z czego 48,5% mieszkańców stanowiły kobiety, a 51,5% mężczyźni.

## Integralne części wsi
| SIMC    | Nazwa         | Rodzaj    |
| ------- | ------------- | --------- |
| 0442815 | Malikówka     | część wsi |
| 0442821 | Pagórki       | część wsi |
| 0442838 | Pańskie       | część wsi |
| 0442844 | Pustka        | część wsi |
| 0442850 | Wyżnia Łabowa | część wsi |

## Zabytki
Obiekt wpisany do rejestru zabytków nieruchomych województwa małopolskiego.
- Cerkiew pw. Opieki NP Marii.
Cerkiew greckokatolicka z 1784 r. z zachowanym wyposażeniem.

### Inne zabytki
- Drewniany kościół rzymskokatolicki z lat trzydziestych XX w.
- Cmentarz żydowski w Łabowej

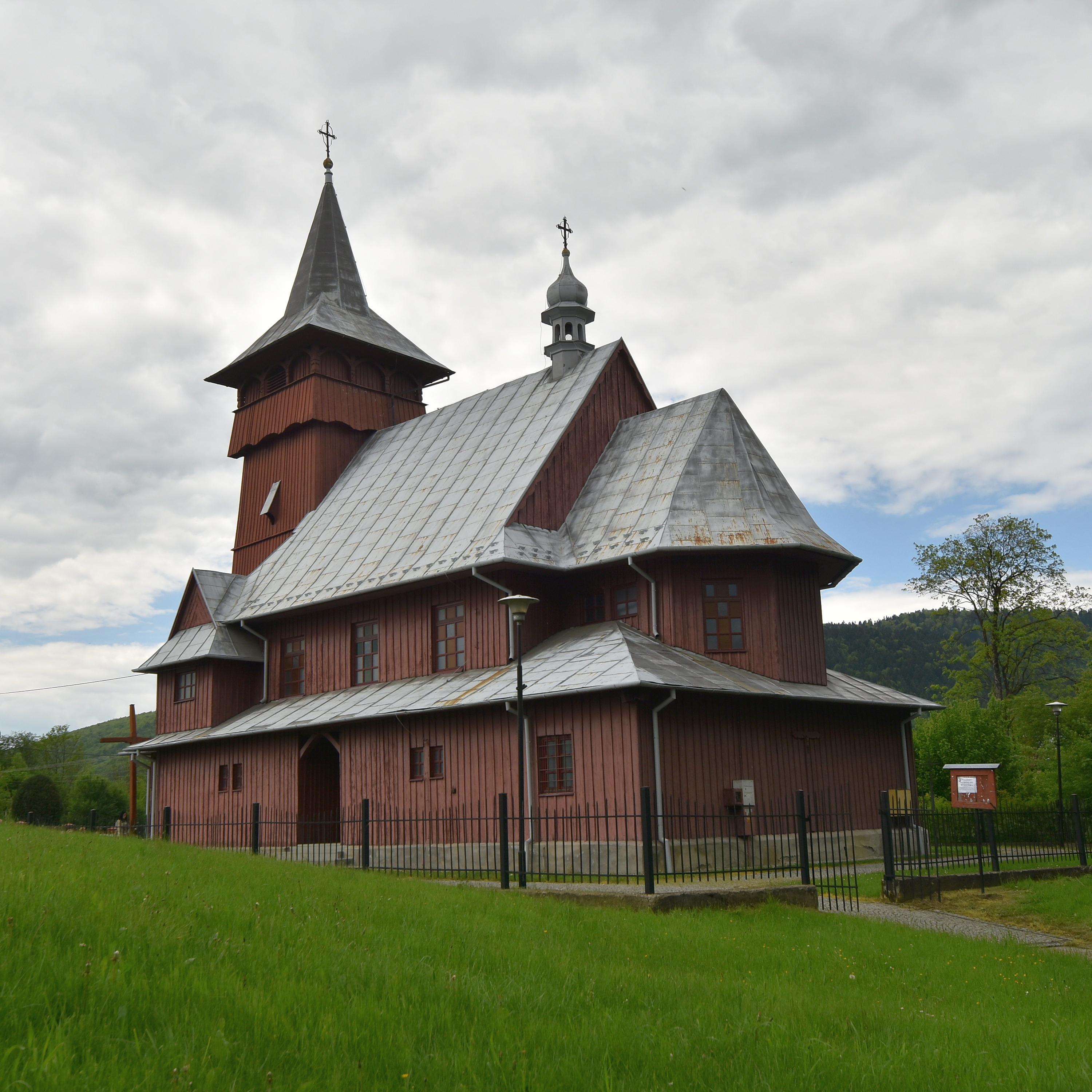
Kościół parafialny
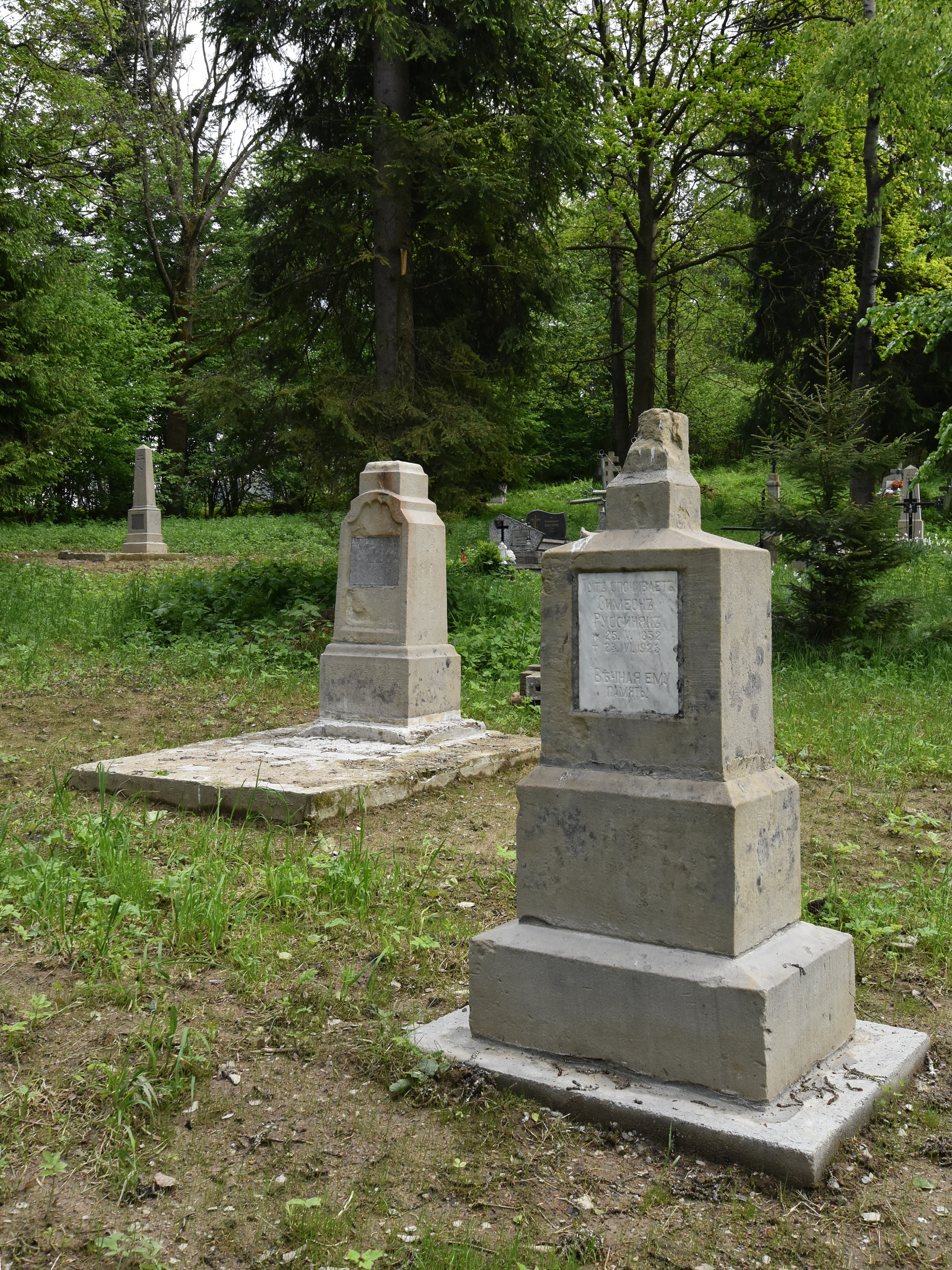
Cmentarz greckokatolicki

## Demografia
Ludność według spisów powszechnych, w 2009 według PESEL.
| Rok    | 1900 | 1921 | 1931 | 2002 |
| Liczba | 158  | 160  | 199  | 234  |

| Zwierzęta | Konie | Bydło | Owce | Świnie |
| Liczba    | 71    | 456   | 5    | 99     |

Ochotnicza Straż Pożarna w Łabowej powstała w 1920 roku, Jest włączona do Krajowego Systemu Ratowniczo-Gaśniczego od 23 lutego 1995 roku.

## Osoby związane z miejscowością
- Władysław Pasella (1890–1943), major piechoty Wojska Polskiego, kawaler Orderu Virtuti Militari.